# Critica della ragione dialettica
La Critica della ragione dialettica (1960) è un'opera filosofica di Jean-Paul Sartre che studia i rapporti tra dialettica e ragione, fra esistenzialismo e marxismo.

## Edizioni
- Critica della ragione dialettica. Teoria degli insiemi pratici (2 voll.), Milano, Il Saggiatore, 1963.